# Oberpfalz
Oberpfalz er både et Bezirk og et Regierungsbezirk i den tyske delstat Bayern.
Oberpfalz ligger i den østlige del af Bayern og grænser til Tjekkiet og de bayeriske regierungsbezirke Oberbayern, Niederbayern, Mittelfranken og Oberfranken.
Administrationsby for både bezirk regierungsbezirk er Regensburg.

## Inddeling
Regierungsbezirk Oberpfalz omfatter tre Kreisfrie byer og syv landkreise:

### Kreisfrie byer
1. Amberg
2. Regensburg
3. Weiden

### Landkreise
1. Landkreis Amberg-Sulzbach
2. Landkreis Cham
3. Landkreis Neumarkt in der Oberpfalz
4. Landkreis Neustadt an der Waldnaab
5. Landkreis Regensburg
6. Landkreis Schwandorf
7. Landkreis Tirschenreuth

## Geografi
I Oberpfalz er der enkelte Mittelgebirge og mange damme og søer i den flade region.
Oberpfalz er til forskel for de fleste andre områder i Tyskland kun tyndt befolket.
Naturmæssig vigtige områder er :
- Oberpfälzer Wald
- Oberpfälzer Seenland
- Steinwald
- Waldnaab/Wondreb-Senke
- Bayerischer Wald
- Künisches Gebirge
- Naabtal
- Vilstal
- Oberpfälzer Jura

Oberpfalz grænser til (med uret fra nord): Oberfranken, Tjekkiet, Niederbayern, Oberbayern, og Mittelfranken.
I Regierungsbezirk Oberpfalz kører følgende hovedjernbanelinjer:
- Regensburg – Schwandorf – Weiden – Marktredwitz – Hof
- Weiden - Bayreuth
- Nürnberg – Neukirchen - Weiden
- Nürnberg - Neumarkt in der Oberpfalz - Regensburg
- Regensburg - Straubing - Passau
- Schwandorf - Amberg - Nürnberg
- Schwandorf - Cham - Furth im Wald
- Cham - Bad Kötzting - Lam

Derudover er der en række mindre linjer som Donautalbahn Regensburg – Ingolstadt

## Turisme
- Med mere end 600 borge og slotte er Oberpfalz det område i Bayern med flest af disse.
- Oberpfälzer Seenland omkring Schwandorf
- Oberpfälzer Frilandsmuseum Neusath-Perschen
- Deutsches Knopfmuseum i Bärnau
- Oberpfälzer Fischerimuseum i Tirschenreuth
- Porzellanstraße går gennem den nordlige del af Oberpfalz
- Glasstraße forbinder de nuværende og historiske glashyttesteder i Oberpfälzer- og Bayerischen Wald
- Waldsassen i Stiftland met historiske sakralen bygninger
- Kontinentale dybdeboring (de:Kontinentales Tiefbohrprojekt) ved Windischeschenbach
- Bergbau- und Industriemuseum Ostbayern i Theuern
- Skolemuseum i Sulzbach-Rosenberg
- Arkæologisk Museum i Amberg
- Internationales Keramik-Museum Weiden
- Distrikstshovedstad Regensburg
- Naturpark Nördlicher Oberpfälzer Wald
- Naturpark Oberpfälzer Wald
- Naturpark Oberer Bayerischer Wald
- Naturpark Steinwald
- Naturpark Altmühltal i den sydvestlige del af Oberpfalz

49°18′N 12°12′Ø / 49.3°N 12.2°Ø
|  | Infoboks uden skabelon Denne artikel har en infoboks dannet af en tabel eller tilsvarende. |